# Ібраяли
Ібрая́ли (рос. Ибраялы, чув. Кĕслеяль) — присілок у складі Маріїнсько-Посадського району Чувашії, Росія. Входить до складу Першочурашевського сільського поселення.
Населення — 64 особи (2010; 94 у 2002).
Національний склад:
- чуваші — 100 %